# Сибир
 Тази статия е за географската област.  За монголската държава вижте Сибирско ханство.  За неговата столица вижте Кашлик.
Сибир е обширен район на Русия в северната част на Азия. В зависимост от интерпретацията той може да се отнася само до Западносибирската равнина и Средносибирското плато, или да включва цялата азиатска (т.е. източна) част на Русия от Урал на запад до Тихия океан на изток и от Северния ледовит океан на север до Казахстан, Монголия и Китай на юг.
Съществуват много гледни точки и те са обосновани не само от субективизъм и традиции, но и от големите разлики в природните и социални условия на такъв огромен район (в най-широката възможна интерпретация Сибир е по-голям от втората по площ държава в света, Канада).
Основното географско деление е на Западен Сибир, Източен Сибир и Далечен Изток на Русия.
В Оймякон, Якутия на 6 февруари 1933 г. е измерена най-ниската температура в Северното полукълбо, −67,7 °C. Това е и най-ниската температура в постоянно обитавано населено място, въпреки че подобни измервания са направени и в град Верхоянск. Само в Антарктида са измервани по-ниски температури. През последните години обаче вследствие глобалното затопляне летните средни температури в Сибир са почти с десет градуса над дългосрочно средните за периода 1981 – 2010 г.

## Територия на Сибир
Точното определяне на границите на Сибир по силата на исторически, географски и политически причини е спорен въпрос поради липсата на ясно изразени стандарти в Русия.
Преди завладяването му (а и доста след това) за руснаците Сибир е понятие за всички земи отвъд планината Урал. От географска гледна точка Сибир често се разглежда без Далечния изток – от планината Урал на запад до вододела на реките, течащи към Северния ледовит океан и Тихия океан. От политическа гледна точка обаче Далечният изток на Русия се включва в понятието Сибир.
Съгласно различни методи за географско деление планината Урал може да бъде считана за част от Сибир, или да не бъде считана за негова част. Границата може също да се счита по върховете на Уралския хребет. Понякога от Сибир се изключват Задполярието или цялата тундрова зона. Често Алтай също не е считан за част от Сибир, а като отделен географски район с коренно различен ландшафт. Жителите на Алтай са склонни да правят това уточнение, както и жителите на Задбайкалието и Далечния изток за техните съответни региони.

## История
Сибир е азиатската източна част на Русия. Границите на Сибир се простират в Северна Азия от Урал до Руския Далечен изток. На север граничи с Арктическия (Северния ледовит) океан, на юг – с Казакстан, Монголия и Китай. Има площ около 10 млн. km² (над 2000 km от север на юг, над 4500 km от изток на запад) и е изграден от палеозойски и мезозойски скали.
Според преданието думата Сибир означава „спяща земя“. Такова определение особено добре прилягало в миналото, заради безлюдието и сдържаните пейзажи – единствените цветови гами през зимата са от тъмносиво до бяло.
За първи път Сибир се споменава от малкоизвестен древногръцки автор, когото Херодот нарича Аристей. Той успял през VI в. пр.н.е. да достигне могъщата планина Урал, плавайки по Черно море и реките Дон, Волга и Кама. Той преодолял и склоновете ѝ и достигнал Западен Сибир.
Съвременната история на Сибир започва с околосветското пътешествие на Семьон Иванович Дежньов (ок. 1605 – 1673 г.). Неговата главна цел е била откриването на река Анадир, за която се знаело само от думите на местните жители – якутите. Дежньов се добира до тази река, но преди това достига до носа, който днес носи неговото име – Дежньов. Така русите откриват онази точка на Азия, от която на изток само един пролив разделя континента от Северна Америка и нейната крайна северозападна територия, известна на света днес като Аляска. През 1639 г. сибирски казаци, предвождани от Иван Москвитин, първи достигнали до загадъчното Охотско море. Вулкани, многоетажни гори и огромни разливи на реки посрещнали казаците. След това, през 1648 г. от основания малко преди това от казака Михаил Стадухин дървен форт на брега на река Колима, русите предприели отново велико пътуване отвъд Северния полярен кръг по течението на река Колима в Якутия, а след това през Северния ледовит океан – на изток, което ги отвежда до полуостров Чукотка, който днес познаваме като крайната североизточна земя на огромния азиатски континент.
Сведенията за изследователи, достигнали до Сибир в периода 1650 – 1800 г., са нищожни. Може да се каже, че по политически и ред други причини интересите към това отдалечено от цивилизацията и пусто място, престават. Едва през 1808 г. природоизследователят Григорий Иванович Лангсдроф (известен още и като Георг Хенрих фон Лангсдроф) се завръща в Петербург, преминавайки през Сибир. Първоначално той самият не осъзнава последствията от това свое „пътешествие“, но не след дълго интересът към Сибир нараства и даже може да се каже, че достига „критична точка“. Започват да се задават въпроси за природата, климата и даже за населението на това така студено и отдалечено място.
В периода 1820 – 1824 г. руският морски офицер и изследовател Пьотър Фьодорович Анжу става ръководител на експедиция за изследване крайбрежието на Сибир. Резултатите от тази експедиция дават нова и интересна информация за бреговете на тайнствената земя.
След него с непосилната задача да донесе нови знания за отдалечената земя се захваща изследователят Ян Черски. Той изследва Източен Сибир през 1873 г., а през 1890 г. се озовава в почти непознатия Североизточен Сибир. Черски е голям изследовател на Сибир, един от първите полски палеогеографи и геоморфолози. На него принадлежат едни от най-значимите трудове от 19 в. по география и геоморфология на Сибир.
През 1891 г. Михаил Илич Чайкин започва сверяване на триангулачната система на Източен Сибир, като се опитва да обясни причините за така студения климат през зимата.
Григорий Ефимович Грум-Грижимайло е знаменит руски географ, зоолог, пътешественик и изследовател на Централна Азия. През 1893 г. изследва Сибир и Тувинската котловина.
Александър Андреевич Баранов през 1894 г. започва да се занимава с търговия между Москва, Петербург и Сибир, но резултатите му са отчайващи. Освен тях със Сибир се занимават и много други изследователи, сред които са: Василий Василиевич Прончишчев, Григорий Иванович Шелихов, Александър Фьодорович Мидендороф, както и много други.
От експедициите на всички тези изследователи, географи, пътешественици и морски офицери се създава по-пълна и по-ясна представа за Сибир. Започва да се развива търговия, но все още икономиката си остава слаба и едностранчива. Антон Павлович Чехов, след като посетил Далечния изток, писал: „Бедност, невежество и нищожество, така силни, щото довеждат до отчаяние...“. Но въпреки студа Сибир притежава магия, която омайва всеки осмелил се да се докосне до тайнствения свят. Ето как видният изследовател на Съветския север Белдирев описва първата си среща със Сибир: „А там на север? Безмълвие, безлюдни гори, забележително красива панорама от дивни планини, фантастични огньове на полярното сияние-картини, които поразяват със своята тържественост и величие. И е студено – така студено, че човек се радва на безлюдието, радостен, че никой друг не студува“.
През 1891 г. започва строежът на Транссибирската железница, която имала за цел да съкрати разстоянието от Иркутск до Москва с три денонощия. Дългото няколко хиляди километра трасе поема товарите на цялата железопътна мрежа на Русия към Далечния изток. Но дори и днес, при подробните знания, Сибир си остава една неразгадана загадка, криеща своята тайна може би за идните поколения.

## География

### Полезни изкопаеми
В Централно-сибирското плато има големи залежи от злато, диаманти, манганови, цинкови, никелови, кобалтови и молибденови руди.
В Западен Сибир са най-големите световни запаси от природен газ и огромни залежи на нефт и въглища (Кузнецки въглищен басейн, Кузбас).

## Флора и фауна
Сибир разполага с огромно разнообразие на зонални и интразонални ландшафти, което не може да не се отрази на броя и видовото разнообразие на животинския и растителен свят по тези места. Всеки от ландшафтите на Сибир има свой, в една или друга степен особен животински и растителен свят. Тук се срещат сибирски (амурски) тигър, сибирска котка и сибирско хъски.
Червена книга на Русия съдържа следните видове птици:
- Качулат жерав
- Белоглав лешояд
- Голяма дропла, източносибирски подвид
- Царски орел
- Сокол скитник
- Стрепет
- Тънкоклюн свирец

Млекопитаещи:
- Амурски леопард
- Mesechinus dauuricus (ушат таралеж)
- Остроух нощник
- Европейски бобър, западносибирски подвид
- Амурски тигър
- Барс

Растения:
- Байкалска анемония
- Megadenia
- Cypripedium macranthum

## Население
Населението на Уралския, Сибирския и Далекоизточния окръзи възлиза общо на около 39,13 млн. души, което е 26,96% от населението на Русия.
| Населено място | Население | Населено място | Население |
| -------------- | --------- | -------------- | --------- |
| Новосибирск    | 1 584 138 | Улан Уде       | 430 549   |
| Омск           | 1 178 100 | Сургут         | 348 643   |
| Красноярск     | 1 066 934 | Чита           | 343 511   |
| Тюмен          | 697 037   | Якутск         | 303 836   |
| Барнаул        | 635 585   | Нижневартовск  | 270 846   |
| Иркутск        | 623 424   | Братск         | 234 147   |
| Новокузнецк    | 551 253   | Ангарск        | 226 776   |
| Томск          | 569 428   | Бийск          | 203 826   |
| Кемерово       | 553 076   | Прокопевск     | 198 438   |